# Solimão ibne Uabe
Abu Aiube Solimão dos Uabe (Abu Ayyub Sulayman Wahbi; m. julho/agosto de 885), muitas vezes referido como Solimão ibne Uabe (Sulayman ibn Wahb - lit. Solimão, filho de Uabe) foi um oficial sênior do Califado Abássida que serviu por diversas vezes como vizir. Ele foi o fundador de uma verdadeira dinastia administrativa: seu filho Ubaide Alá, neto Alcacim, e bisnetos Huceine e Maomé tornar-se-iam vizires.

## Vida

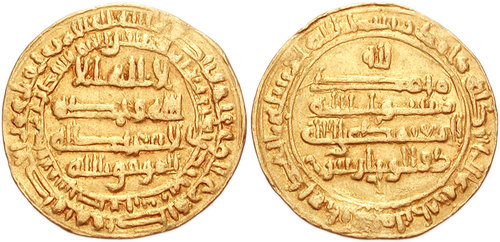
Dinar de ouro de Almutâmide r. com os nomes de Almuafaque r. e o vizir Saíde (duluizarataim)

A família de Solimão, os Banu Uabe, eram originalmente cristãos nestorianos de Uacite, e produziram secretários na administração califal desde o final do Califado Omíada. Solimão aparece pela primeira vez como um secretário do califa Almamune (r. 813–833). Sob Aluatique (r. 842–847), forjou laços com o poderoso exército turco, servindo como secretário dos generais turcos Muça ibne Buga Alquibir e Aitaque. Sob Mutavaquil (r. 847–861), serviu duas vezes como amil (supervisor das finanças) no Egito, período que relatadamente teria feito fortuna.
Como um oficial cortesão sênior, distinguiu-se como patrono de poetas notáveis como Abu Tamam e Buturi. Ele foi nomeado pela primeira vez como vizir - até então um ofício quase impotente devido ao conflito interno e crescente dominação do exército turco - pelo fim do reinado de Almutadi (r. 869–870), e então novamente em 877 e 878 sob Almutâmide (r. 870–892), alternando com seu rival Haçane Sua inabilidade para conter a crescente crise financeira levou à sua demissão permanente e prisão, morrendo na prisão em maio/junho de 885.